# Dan Miller (Politiker, 1944)
Arthur Daniel „Dan“ Miller (* 24. Dezember 1944 in Port Alice) ist ein kanadischer Politiker. Er war vom 25. August 1999 bis zum 24. Februar 2000 Premierminister der Provinz British Columbia und Vorsitzender der British Columbia New Democratic Party (NDP).

## Biografie
Der gelernte Maschineningenieur wurde im Oktober 1986 als Abgeordneter des Wahlbezirks Prince Rupert in die Legislativversammlung von British Columbia gewählt. In den Kabinetten der Premierminister Michael Harcourt und Glen Clark leitete er mehrere wichtige Ministerien wie Forstwesen, Bildung, Arbeit und Energie. 1992 ernannte ihn Harcourt zum Vizepremier.
Am 25. August 1999 trat Glen Clark überraschend als Premierminister zurück, nachdem ihm kriminelle Handlungen in Zusammenhang mit der verdächtig erscheinenden Bewilligung einer Casinolizenz vorgeworfen worden waren. Die NDP hielt einen Eilparteitag ab und wählte Miller zum interimistischen Parteivorsitzenden. Er leitete ein halbes Jahr lang die Regierungsgeschäfte und trat am 24. Februar 2000 das Amt des Premierministers an Ujjal Dosanjh ab, den ein Parteikonvent zum Vorsitzenden gewählt hatte.
Miller zog sich bald darauf aus der Politik zurück. Er ist seither im Management verschiedener Pipeline- und Forstunternehmen tätig. 2005 engagierte ihn die Provinzregierung als Berater für die Entwicklung von Öl- und Gasbohrinseln.